# Hermine Karagheuz
Hermine Karagheuz (2. prosince 1938, Paříž – 30. dubna 2021) byla francouzská herečka, spisovatelka a fotografka arménského původu.

## Životopis
Poté, co natáčela pro televizi v dramatickém filmu Pitchi Poi ou la parole Given, se začala objevovat ve filmech Jacqua Rivetteho. Hrála roli Éponine v telenovele Les Misérables, kterou režíroval Marcel Bluwal v roce 1972. V roce 1974 hrála v divadle La conflict de Marivaux v režii Patrice Chéreaua. Byla společníkem Rogera Blina , o kterém v roce 2002 vydala knihu. Prostřednictvím svých fotografií se v roce 2006 zúčastnila výstavy Arménské vzpomínky v Parc de la Villette.
Zemřela 30. dubna 2021.

## Divadlo

### Herečka
- 1967: Monsieur Fugue, Liliane Atlan, režie Roland Monod
- 1969: Je ne veux pas mourir idiot (Nechci zemřít jako idiot), Georges Wolinski, režie Claude Confortès
- 1969: Syllabaire pour Phèdre, Maurice Ohana, dirigoval Daniel Chabrun, režie: Roger Kahane
- 1970: Alice dans les jardins du Luxembourg, autor a režie: Romain Weingarten
- 1971: Léonce et Léna, Georg Büchner, režie Marcel Bozonnet
- 1971: La nuit des assassins (Noc vrahů), José Triana, režie Roger Blin
- 1972: Comédie policière (Policejní komedie), Groupe Tsé, režie Alfredo Arias
- 1973: Le creux de la vague, režie a režie Marc'O
- 1973: La dispute, Marivaux, režie Patrice Chéreau
- 1974: Par le trou de la serrure, hudební show, jako Ghédalia Tazartès
- 1975: M'appelle Isabelle Langrenier, Jean Louis Bauer, režie Roger Blin
- 1975: Bal perdu, hudební show, s Ghédalia Tazartès
- 1976: La Borde, hudební show, s Ghédalia Tazartès
- 1976: Sale quart d'heure pour Cool Sweety et Speedy Panik, hudební show, s Annick Mével, Jean-Jacques Birgé, Francis Gorgé
- 1978: Příběh vojáka, Igor Stravinskij, režie Diego Masson
- 1979: Hořké slzy Petry von Kant od Fassbindera v režii Dominique Quéhec
- 1981: Electre, Jean Giraudoux, režie Simone Turck
- 1981: Les leçons de bonheur, Liliane Atlan
- 1982: De quelle falaise dites-vous?, a režie Hermine Karagheuz
- 1983: Les paravents, Jean Genet, režie Patrice Chéreau
- 1986: Elegie festivalu Duino, Rilke, Avignon
- 1988: Co Fox vidí, James Saunders, režie Laurent Terzieff
- 1989: L'ankou, Jean-Jacques Varoujean, režie Roland Monod
- 1990: Hanjo, jeden z pěti moderních Nohů, autor Yukio Mishima, režie Béatrice Houplain
- 1992: Eismitte, le milieu des glaces, Catherine Zambon, režie Yves Babin / Bruno Abraham Cremer
- 1995: Médéa, Jean Vauthier, režie Christophe Rouxel
- 1996: The Burial in Sabres, jako Bernard Manciet, režie Hermine Karagheuz, Festival d'Automne
- 1998: Phèdre, Jean Racine, režie François Pesenti
- 2002: Artaud-ratorio, scénář a režie: Hans Peter Litscher
- 2003: Causerie sur le thème du traître et du héros, autor a režisér Hans Peter Litscher
- 2013: René Daumala a Lydie Dattase (La Nuit Spirituelle) na MC93 v Bobigny
- 2014: Guillaume Apollinaire, v Monte-en-l'Air, hudebník Olivier Mellano
- 2016: Aurélie, Nerval, Paříž a Bourges, následované konferencemi Pacôme Thiellement

## Filmografie
- 1967: The Wednesday Play: Pitchi Poi, režie François Billetdoux: Rogation
- 1967: Le Désordre à vingt ans, režie Jacques Baratier
- 1970: Sortie de secours, režie Roger Kahane
- 1971: Traité du rossignol, režie Jean Fléchet: Lela
- 1971: Out 1: Noli me tangere, režie Jacques Rivette: Marie
- 1972: Les Misérables, režie Marcel Bluwal (televizní minisérie): Eponine
- 1973: Les Thibault, režie Alain Boudet (televizní minisérie): Alfreda
- 1975: Qui est Alice Guy ? Alice qui ?, režie Nicole Lise Bernheim
- 1976: Pan Klein (Monsieur Klein), režie Joseph Losey: mladá dělnice
- 1976: Duelle, režie Jacques Rivette: Lucie
- 1976: Lumière, režie Jeanne Moreau: Camille
- 1976: Mon cœur est rouge, režie Michèle Rosier: motorkářka
- 1978: Docteur Erika Werner, režie Paul Siegrist (televizní seriál)
- 1978: Judith Therpauve, režie Patrice Chéreau: Nicole
- 1979: La Mémoire courte, režie Eduardo de Gregorio: Madame Jaucourt
- 1980: Guns, režie Robert Kramer: Katrin
- 1981: Merry-Go-Round, režie Jacques Rivette: l'Autre
- 1982: Deuil en vingt-quatre heures (televizní minisérie)
- 1982: Électre, režie Bernard Maigrot (televizní film): Électre
- 1998: Secret défense, režie Jacques Rivette: zdravotní sestra
- 2015: Les Mystères de Paris: "Out 1" de Jacques Rivette revisité, režie Robert Fischer a Wilfried Reichart (dokumentární film): sebe samu
- 2016: Chacun cherche son train, režie Fabienne Issartel
- 2016: Nocturama, režie Bertrand Bonello: Patricia

## Literární práce
- De quelle falaise ?, pièce de théâtre, présentée au festival du Marais
- La lune avait l'épaisseur d'un cil, pièce de théâtre, Lansman éditeur, diffusée sur Radio Suisse Romande, présentée au Festival de la Francophonie Limoges-Bruxelles
- L'Autre Journal, mensuel, articles et photographies
- 31/12/99 - élégie, pièce radiophonique, diffusée sur France Culture
- Roger Blin - Une dette d'amour, éditions Séguier-Archimbaud, 2002.

## Hlavní výstavy
- 1985: Ciels, photographies peintes, galerie du Jour, Agnès B.
- 1994: Crises de nerfs et méditations, gouache et dessins, galerie Les Cent

## Vzdělání
- 1997: stáž v ERAC, práce na „Výměně“ Paula Claudela
- 2001–2004: Kurz poezie a tlumočení na ESAD - Rimbaud, Claudel, Michaux, Platón, Shakespeare